# Glen Christiansen
Glen Robert Christiansen (Gotemburgo, 10 de febrero de 1957) es un deportista sueco que compitió en natación. Ganó una medalla de plata en el Campeonato Europeo de Natación de 1981, en la prueba de 4 × 100 m estilos.

## Palmarés internacional
| Campeonato Europeo | Campeonato Europeo | Campeonato Europeo | Campeonato Europeo |
| Año                | Lugar              | Medalla            | Prueba             |
| ------------------ | ------------------ | ------------------ | ------------------ |
| 1981               | Split (Yugoslavia) | Medalla de plata   | 4 × 100 m estilos  |